# Marató contra les malalties respiratòries
La Marató contra les malalties respiratòries se celebrà el 15 de desembre de 2024.
A Catalunya, al voltant de dos milions de persones tenen algun tipus de malaltia respiratòria. Poden afectar tothom --adults, joves i infants--, representen la tercera causa de mort i són les segones que generen més ingressos hospitalaris.
En els últims anys, i gràcies a la recerca, han aparegut nous tractaments que augmenten la qualitat i l'esperança de vida d'alguns pacients, però encara hi ha molta feina per fer: poques malalties respiratòries tenen cura actualment i calen més recursos per poder prevenir-les, diagnosticar-les abans i tractar-les de manera més eficient.
Dins dels nostres pulmons hi caben entre quatre i sis litres d'aire de mitjana i n'inhalem més de 14.000 litres durant tot un dia. El fet d'estar en contacte directe amb l'exterior fa que aquest sistema sigui molt sensible a l'aire que respirem.
Tòxics inhalats com el tabac, la contaminació o els químics amb què entrem en contacte són responsables d'algunes d'aquestes malalties, però també hi ha causes infeccioses (bacteris, virus i fongs), genètiques i altres d'origen desconegut.
La classificació internacional de malalties (CIE-10) assenyala oficialment unes 350 malalties respiratòries, 71 de les quals són molt freqüents, com ara la malaltia pulmonar obstructiva crònica (MPOC), l'asma i les al·lèrgies respiratòries, els trastorns respiratoris del son i les infeccions respiratòries. No tan prevalents però de gran impacte per la seva gravetat, són la fibrosi pulmonar, el càncer de pulmó i la tuberculosi. A Catalunya, a més de les malalties cròniques de l'aparell respiratori més freqüents (MPOC, asma i apnees del son), que limiten greument les activitats de la vida diària, hi ha un altre grup d'aquestes patologies, com ara les malalties intersticials pulmonars, la hipertensió arterial pulmonar, les bronquièctasis, la fibrosi quística i el dèficit d'alfa-1-antitripsina, que afecten més de 200.000 persones -individus joves i de mitjana edat- i en redueixen molt l'esperança de vida.
Aquesta fou la segona vegada (la primera va ser el 2003) que La Marató de 3Cat es dedicà a les malalties respiratòries. El Patronat de la Fundació va aprovar aquesta temàtica a proposta de la Comissió Assessora Científica a partir de les sol·licituds rebudes en l'última convocatòria de propostes de malalties, celebrada el 2022.

## Voluntariat
Les preinscripcions del voluntariat de La Marató 2024 es van fer entre el 21 d'octubre i el 13 de novembre a través de la web de la marató. Les places disponibles es van sortejar entre totes les persones preinscrites, segons l'ordre i les preferències escollides. El Departament de Drets Socials de la Generalitat, a través de la Direcció General d'Acció Cívica i Comunitària, va coordinar tot el procés de crida i selecció de places.
La formació per als voluntaris amb la plaça adjudicada definitivament, es va realitzar en línia, per tal de garantir que les persones voluntàries col·laboressin de forma efectiva durant l'esdeveniment.

## Recaptació
| Núm | Hora       | Recaptació      | Notes                                        |
| --- | ---------- | --------------- | -------------------------------------------- |
| 1   | 09:30h     | 0 euros         | Inici de programa                            |
| 2   | 10h        | 122.654 euros   |                                              |
| 3   | 14:30h     | 812.563 euros   |                                              |
| 4   | 17:00h     | 1.314.458 euros |                                              |
| 5   | 18:00h     | 1.988.514 euros |                                              |
| 6   | 21h        | 3.255.598 euros |                                              |
| 7   | 22:30h     | 5.112.301 euros |                                              |
| 8   | 00:30h     | 6.005.690 euros |                                              |
| 9   | 01:50h     | 6.434.613 euros | Marcador al final del programa de TV3 (3cat) |
| 10  | 31 de març |                 |                                              |

## El disc de la Marató 2024
El vintè disc de la marató conté vint cançons amb un rècord d'artistes participants: més de 1.700 cantants, novells i consagrats, del país i de tot arreu.
El disc parteix de la base que cantar contribueix beneficiosament a tot l'aparell respiratori i, alhora, és una alternativa terapèutica que ajuda a millorar la qualitat de vida. Cantar és possiblement la primera gran expressió de l'acció de respirar. Així, les cançons són un reflex i la interpretació de diferents maneres de respirar: per viure, per entendre el canvi climàtic, la natura, per respirar nous temps i per respirar en la nostra llengua.
El disc de La Marató 2024 es va editar físicament, i es va vendre el diumenge 1 de desembre al preu de 12 euros amb els diaris La Vanguardia, El Periódico de Catalunya, El Punt Avui, Ara, Diari de Tarragona, Diari de Girona, Regió 7, Segre, el 9 Nou i La Mañana; els esportius Sport, Mundo Deportivo i L'Esportiu, i les revistes Enderrock i Lecturas. Enguany s'hi incorpora per primera vegada El País.
També es pot obtenir una edició extraordinària en vinil (de venda exclusiva al Corte Inglés i les seves botigues) al preu de 20 euros. La venda en format digital serà a través d'iTunes al preu de 11,99 euros. Es va poder fer la prereserva digital des del 13 de novembre. Totes les persones que comprin les edicions en CD i vinil hi trobaran un enllaç per poder-se baixar el disc en digital i sense cost.
Com a novetat, per celebrar els 20 anys del disc, a partir del 16 de desembre Spotify disposarà d'una llista de reproducció amb totes les cançons que han integrat el disc de La Marató: 20 anys de música solidària al complet, en digital i a l'abast de tothom. Inicialment, només hi seran les cançons dels primers 19 discos. Les cançons de La Marató 2024 s'hi inclouran l'1 d'abril de 2025, l'endemà que es tanqui l'edició de La Marató per les malalties respiratòries.
| Núm | Cançó                                | Títol original               | Grup |
| --- | ------------------------------------ | ---------------------------- | --- |
| 1   | Respirem                             |                              | Mariona Escoda, Edu Esteve, Pelat i Pelut, Alidé Sans, Makuka, Joan i Carol Rovira, Arnau Corrons, Sergi Roig, Raquel Sans, Míriam Riau, Diana Roig                                |
| 2   | Me'n vaig a peu                      |                              | Estopa |
| 3   | Aire                                 |                              | Mushkaa |
| 4   | Fantastic Shine                      |                              | Sexenni i Santi Balmes |
| 5   | Respirar                             |                              | Sole Giménez, Orfeó Català i Cor Respira Bellvitge |
| 6   | Deu ser perquè t'estimo              | Sará perché ti amo           | Julien i Misty |
| 7   | Tens un amic                         | You've got a friend          | Samantha i David Summers |
| 8   | Escolta-ho en el vent                | Blowin'in the wind           | Faneka |
| 9   | T'estimo molt                        |                              | Eufòria: Aina da Silva, Bambo Yuk, Bita, Dounia Zolati, Fredrik Strand, Hugo Marlo, Julien, Lluís Sánchez, Lluna, Maria Subirà, Misty, Pau Culleré, PolloK, Rangel, Val, Xavi Noms |
| 10  | Caminant com un egipci               | Walk like an egyptian        | Beta (SX3) |
| 11  | Vespres de bohèmia                   | Noches de Bohemia            | Mama Dousha |
| 12  | Històries d'amor                     | Historias de amor            | Jasmine Carrisi i Coral Sant Jordi |
| 13  | Tornarem                             |                              | Chenoa, Suu, Blanca Paloma i Com sona l'ESO |
| 14  | Pare                                 |                              | Rita Payés, Rozalén i Cor Vivaldi |
| 15  | Tu pots canviar-ho tot. Has de viure | Flashdance... What a Feeling | Mar Lucas i Pure Negga |
| 16  | Tot canvia                           | Todo cambia                  | Elena Gadel i Orquestra Simfònica Sant Cugat |
| 17  | Compta amb mi                        |                              | Ginestà |
| 18  | Playboy estima Bambina               |                              | David Lyme (Jordi Cubino) |
| 19  | Bon Nadal (La guerra ha acabat)      | Happy Xmas (War Is Over)     | Miki Núñez i Escolania de Montserrat |
| 20  | L'aire que necessito                 | The air that I breathe       | Meritxell Neddermann |